# Vangaži
Vangaži  est une ville au centre de la Lettonie. Elle a 4 290 habitants pour une superficie de 5,105 km2. L'endroit acquiert le statut de ville en 1991.

## Situation
La ville se trouve dans l'Inčukalna novads, entre la Gauja et l'route A2. Elle est fondée pour loger le personnel de l'usine de béton armé Garkalne inaugurée en 1959.

## Galerie

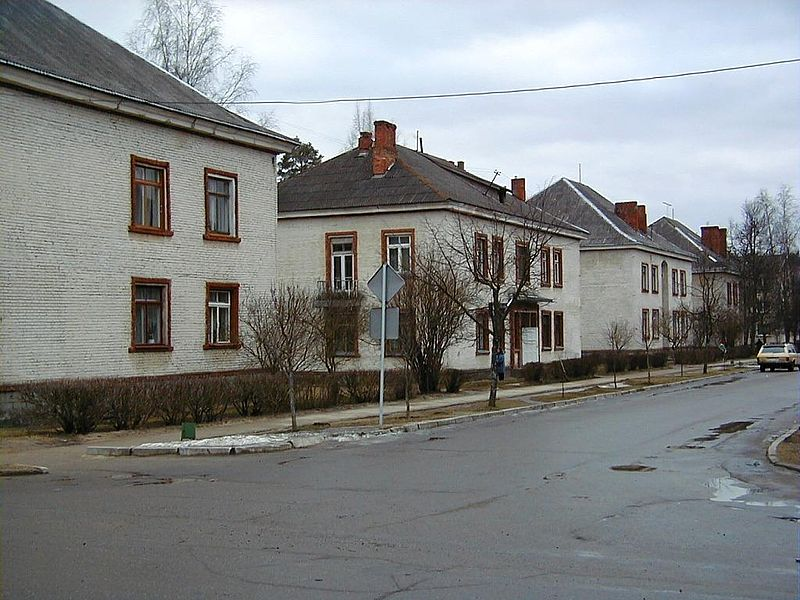
Immeubles d'habitation à Vangaži.
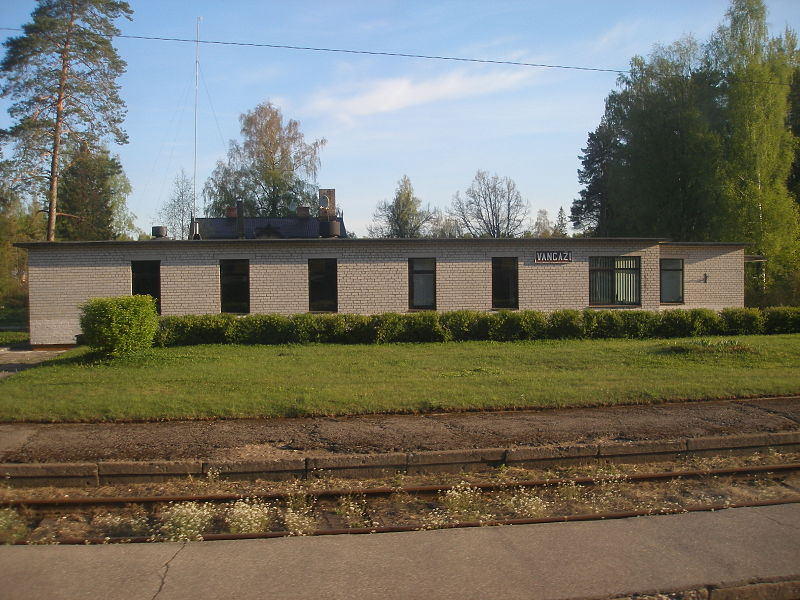
Gare ferroviaire de Vangaži.